# Sàfar
Sàfar (àrab: صفر, ṣafar) és el segon mes del calendari musulmà i té 29 dies.
El mot sàfar provindria de la paraula àrab sufr, ‘groc’, ja que a l'origen aquest mes hauria estat situat durant la tardor, quan les fulles es tornen grogues. De tota manera, aquest mes és considerat el més ominós del calendari, perquè segons la tradició és durant aquest període que Adam va ser expulsat del jardí de l'Edèn.
El calendari islàmic és un calendari purament lunar, i els seus mesos comencen quan es veu la primera mitja lluna nova . Com que l'any lunar islàmic és d'11 a 12 dies més curt que l'any solar, Safar migra al llarg de les estacions. Les dates d'inici i finalització estimades de Safar són les següents (segons el calendari Umm al-Qura de l'Aràbia Saudita):

## Dates assenyalades
- 1 de sàfar, la família d'al-Hussayn ibn Alí, capturada a la batalla de Karbala, va entrar al palau de Yazid I a Síria (61 H / 680).
- 7 de sàfar, naixença del setè imam xiïta imamita Mussa al-Kàdhim (745).
- 9 de sàfar, victòria d'Alí ibn Abi-Tàlib a la batalla de Nahrawan (38 H).
- 13 de sàfar, martiri de Sakina bint al-Hussayn, germana petita d'al-Hussayn, feta presonera a Karbala (61 H / 680).
- 17 de sàfar, martiri de l'imam xiïta imamita Alí ar-Ridà (203 H/818).
- 20 de sàfar, celebració xiïta de l'Arbain, quaranta dies després de l'Aixura.
- 28 de sàfar, mort de Muhàmmad i de l'imam al-Hàssan ibn Alí (50 H/669)

## Paper en l'antic calendari àrab
En l'època preislàmica, quan el calendari àrab encara era un calendari solar, Safar, com Rabiʿ i Jumādā, era un mes doble que incloïa el primer mes de l'any, Muharram, que va ser anomenat per primera vegada en l'Islam. Muharram era conegut com a Safar I (Safar al-auwal), l'actual Safar com a Safar II (Safar al-āḫar), i els dos mesos junts com "els dos Safars" (al-Safarānī). La primera meitat de l'any, doncs, consistia en els tres mesos dobles de Safar, Rabiʿ i Jumādā. El doble mes de Safar queia originalment a la tardor. En l'època islàmica, l'antic costum d'anomenar el primer mes de l'any Safar va ser criticat com una profanació de Muharram, que es considerava sagrat.